# Carlos Jara Saguier
Carlos de los Santos Jara Saguier (25 de agosto de 1956) é um ex-futebolista profissional e treinador de futebol paraguaio, medalhista olímpico de prata nos Jogos Olímpicos de 2004.